# Sarah Riedel (Sängerin)

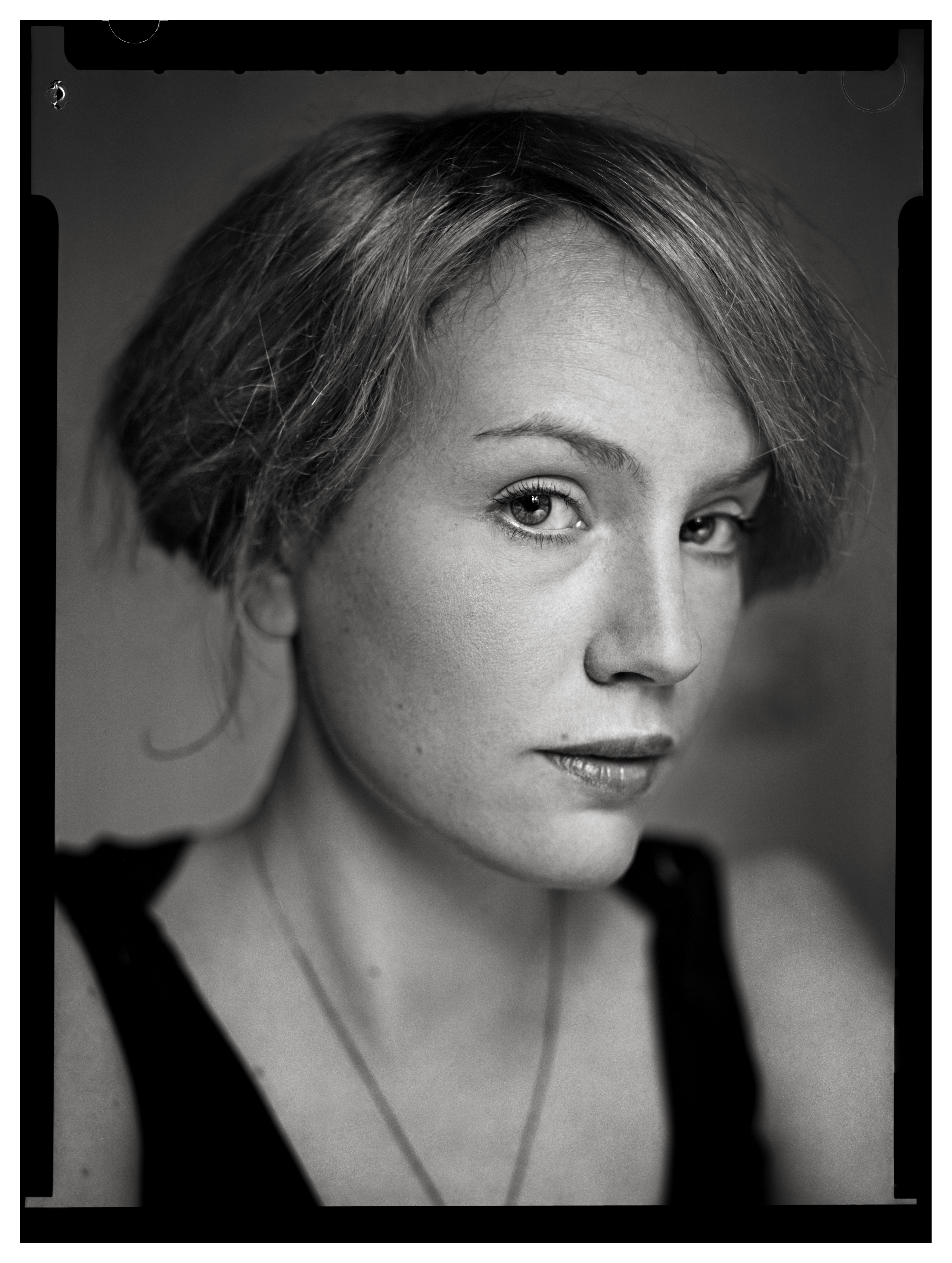
Sarah Riedel (2010)

Sarah Lina Anna Henrietta Riedel (* 3. Oktober 1982 in Stockholm) ist eine schwedische Pop- und Jazzsängerin und Songwriterin.

## Leben und Wirken
Riedel ist eine Tochter des Jazzmusikers Georg Riedel. Mit dem Lied Lille katt  gab sie bereits als Fünfjährige ihr Debüt auf der CD Världens bästa Astrid mit Liedern von Astrid Lindgren. Als Kind ging sie zur Musikschule und lernte Klavier spielen. Dann sang sie in einem Kirchenchor und besuchte die Theaterschule. Sie studierte an der Högskolan för scen och musik der Universität Göteborg, wo sie 2009 ihren Abschluss machte. Im Februar 2010 wurde sie für den Preis Jazzkatten von Sveriges Radio als Newcomer des Jahres nominiert und im April desselben Jahres veröffentlichte sie ihr erstes Album unter eigenem Namen, Memories of a Lost Lane. Mit Viktor Skokic und Carl Svensson entstand 2012 das Album Perfectly Still.
Riedel arbeitete gelegentlich weiterhin mit ihrem Vater zusammen, zum Beispiel auf dessen Alben Hemligheter på vägen (2008) und Cornelis vs. Riedel (2011), auf dem sie neben Nicolai Dunger Texte von Cornelis Vreeswijk in der Vertonung Georg Riedels interpretierte, oder auf dem Album Emil, Pippi, Karlsson & Co (2013) mit ihm und mit der Norrbotten Big Band, das sie auch in Deutschland, etwa bei Jazz Baltica, vorstellte.
2013 wurde Riedel zum Artist in Residence am Kulturhuset Stadsteatern in Stockholm ernannt, eine Position, die sie bis 2017 innehatte. Sie hat dort mit der Königlichen Hofkapelle zusammengearbeitet, aber auch Texte von Kristina Lugn vertont (daraus wurde 2016 ihr Album Tolkar Kristina Lugn) und Texte von Barbro Lindgren in der Produktion Jag har ett hav inom mig aufgeführt.
2014 veröffentlichte Riedel das Album Genom natten, das sie zusammen mit Martin Hederos produzierte und das nur Eigenkompositionen enthielt. Das Album wurde sowohl für den Manifesto Award als auch für den schwedischen Grammis in der Kategorie „Show des Jahres“ nominiert. Sie ist auch auf dem Album Open Minds von Lars Jansson zu hören.

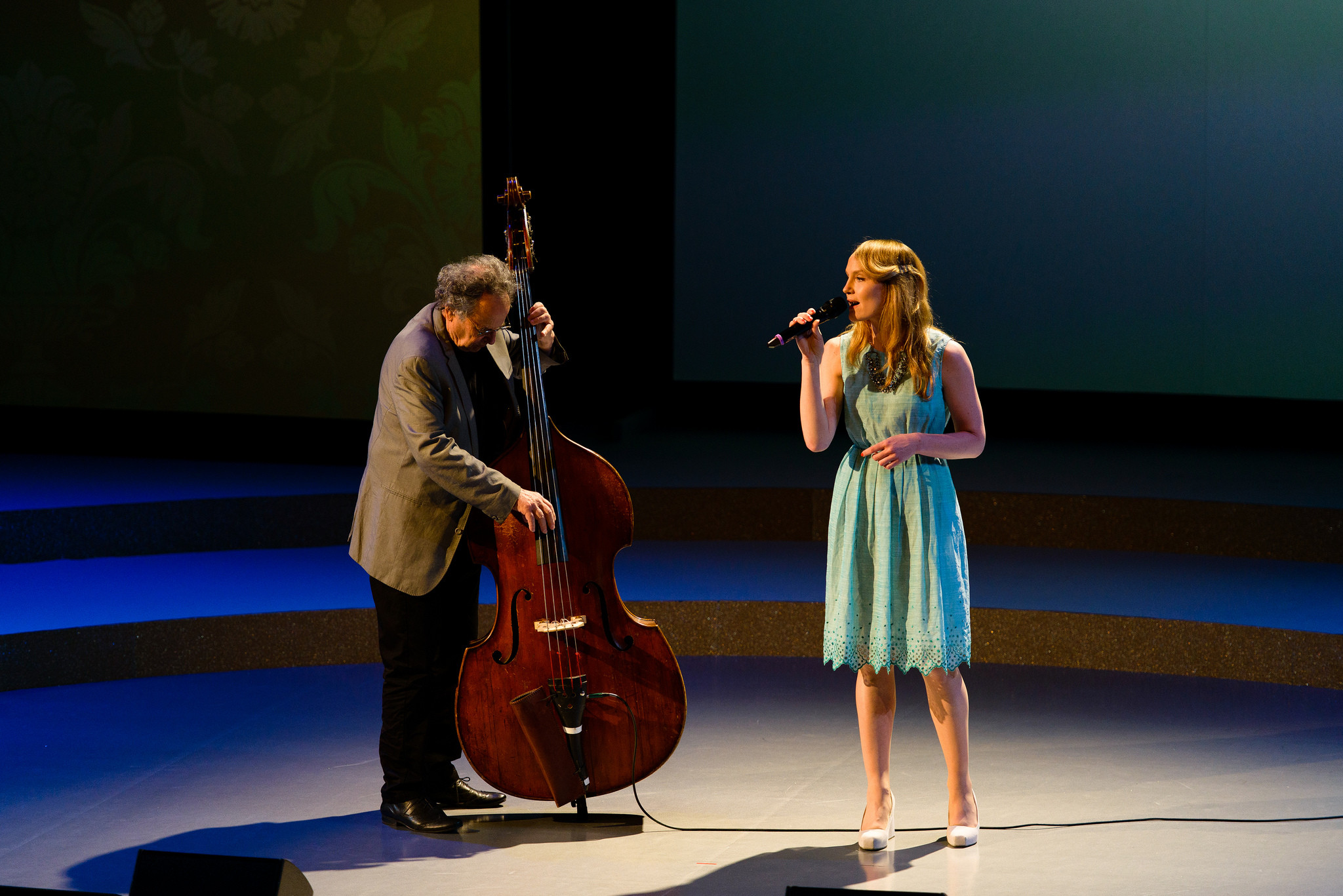
Sarah Riedel mit Vater Georg Riedel am Kontrabass (2012)